# Molesey Lock

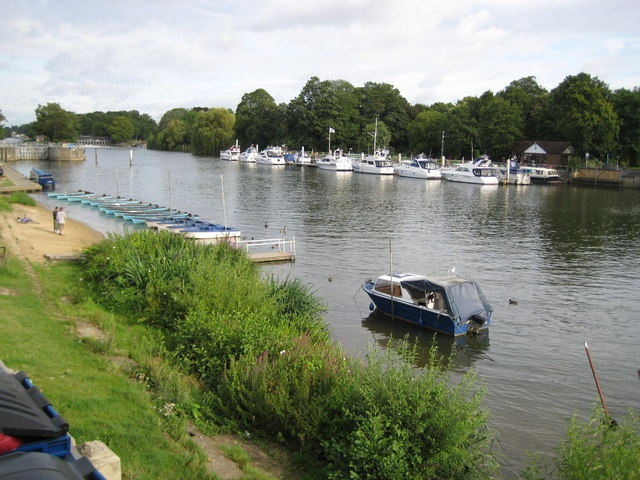
Blick zum Moseley Lock

Das Molesey Lock ist eine Schleuse in der Themse bei Molesey, in Surrey, England. Sie liegt nahe dem Hampton Court Palace im Südwesten von London.
Die Schleuse wurde 1815 von der City of London Corporation und ist mit 81,78 m die zweitlängste der Themse. Neben der Schleuse gibt es eine Bootsrutsche für kleinere Boote. Nach einem großen Wehr folgt Ash Island und ein zweites kleineres Wehr.
Die Nähe zum Hampton Court und ein einfacher Zugang machten es schon in der victorianischen Zeit zu einem beliebten Ausflugsziel und auch heute kommen noch viele Besucher.

## Geschichte
Eine Schleuse wurde zuerst 1802 vorgeschlagen, da es bei Kenton Hedge und Sunbury Flatts Untiefen gab, aber der Vorschlag wurde nicht weiter verfolgt. 1809 wurde der Vorschlag erneut vorgelegt und ein Beschluss zum Bau der Schleuse wurde 1812 vom Parlament gefasst. Die Bauarbeiten begannen 1814 und 1815 war die Eröffnung. Der erste Schleusenwärter wurde bei einem Pferderennen getötet und sein Nachfolger wurde nach Diebstählen auf Schiffen entlassen. 1853 wurden einige Veränderungen an der Schleuse vorgenommen, da man einen niedrigeren Wasserstand flussaufwärts erwartete, da dort Wasser entnommen wurde. Eine Fischtreppe wurde 1864 am Wehr gebaut und die Bootsrutsche wurde 1871 angefügt. Bootsfahrten waren damals so beliebt, dass 1877 ein Boot und eine Mannschaft am Wehr stationiert waren, die bei Unfällen helfen sollten. Die Schleuse wurde 1906 erneuert. Auf der kleinen Schleuseninsel befindet sich eine Erinnerungsplakette für Michael J. Bulleid, dessen Einsatz es den Lachsen wieder ermöglicht flussaufwärts zu wandern.

## Der Fluss oberhalb der Schleuse
Nach dem Schleusenkanal folgen zunächst die Inseln Tagg’s Island und Garrick’s Ait. Die Hampton Ferry wird im Sommer zwischen Hampton and Moulsey Hurst betrieben. Es folgen die Inseln Benn’s Island und Platt’s Eyot.  Es folgen die Grand Junction Isle und Sunbury Court Island. Bei Wheatley’s Ait mündet der River Ash in die Themse.

### Wasserwerke und Speicherseen
Bei Platt’s Eyot liegt ein Wasserwerk und Speicherseen auf der Nordseite des Flusses, genauso wie auf der Südseite die ehemaligen Speicherseen des Moseley Reservoirs liegen. Es gibt hier Wasserspeicherseen auf beiden Seiten des Flusses, da sie nach dem 1852 verabschiedeten Metropolis Water Act gebaut wurden. Das Gesetz verbot die Entnahme von Trinkwasser unterhalb des Teddington Lock, da der Fluss zu viel Abwasser führte. Die Wasserwerke bei Hampton wurden auf der Nordseite des Flusses in den 1850er Jahren von der Grand Junction Waterworks Company, der Southwark and Vauxhall Waterworks Company und der West Middlesex Waterworks Company gebaut. Die Stauseen auf der südlichen Flussseite bei Molesey wurden 1872 von der Lambeth Waterworks Company und drei Jahre später von der Chelsea Waterworks Company gebaut. Beide Gesellschaften hatten vorher Stauseen bei Seething Wells unterhalb des Molesey Lock aber die Zuflüsse des River Mole, des River Ember und des The Rythe brachten zu viel Schlamm ins Wasser.
Der Themsepfad verläuft die gesamte Strecke bis zum Sunbury Lock auf der südlichen Seite des Flusses.